# Guillaume de Juliers-Berg
Pour les articles homonymes, voir Guillaume de Juliers.
Guillaume de Juliers-Berg (Wilhelm von Jülich-Berg en allemand) (né le 9 janvier 1455, mort le 6 septembre 1511 à Düsseldorf) fut duc de Berg sous le nom de Guillaume III et duc de Juliers et comte de Ravensberg sous le nom de Guillaume IV de 1475 à 1511.

## Biographie
Guillaume était le fils aîné du duc Gérard de Juliers-Berg, auquel il succéda à sa mort, survenue en 1475, et de sa femme, Sophie de Saxe-Lauenbourg (1428-1473). Guillaume n'était pas sans expérience de gouvernement, ayant assumé de nombreuses tâches depuis le décès de sa mère, son père souffrant d'une maladie incurable depuis 1460. L'héritage paternel ne fut pas partagé car le frère cadet de Guillaume, Adolphe (1457-1473), était décédé en 1473 à la suite d'une épidémie qui a également emporté leur mère.
Guillaume épousa en 1472 la fille du comte de Sarrebruck, Jean II, qui lui amena un riche héritage. Elle mourut en couches en 1479. En 1481, il se remaria avec la fille de l'Électeur de Brandebourg Albert III Achille, avec qui il eut sa seule enfin légitime, Marie de Juliers.
En 1477, Guillaume prit part à la guerre de succession de Bourgogne aux côtés de l'Empereur Maximilien I de Habsbourg. En 1499, il renonce à ses droits sur le duché de Gueldre, ce qui lui permet de se voir confirmer sa souveraineté sur la seigneurie de Heinsberg, achetée à son beau-père après le décès de sa première épouse. En 1502, il parvient à libérer le duché de Berg des droits des princes-archevêques de Cologne. Il a par ailleurs assumé différentes fonctions pour le compte de l'Empereur Maximilien I : commandant des troupes impériales en Italie et en Hongrie et gouverneur des Pays-Bas.
Sans enfant de sexe masculin, ni du premier mariage, ni du second, la question de sa succession se posa. C'est pour cela que fut conclue, en 1496, l'Union de Clèves et, par là, l'union des duchés de Juliers-Berg et de Clèves-La Marck. Les duchés unis de Juliers-Clèves-Berg étaient ainsi sur les rails. La seule fille de Guillaume, Marie, alors âgée de cinq ans, fut promise en mariage au fils du duc Jean II de Clèves, Jean, âgé de six ans. Leur mariage eut lieu en 1510.
Guillaume mourut en 1511 et la Maison de Juliers disparut avec lui. Il est le dernier souverain de Berg à être enterré dans la « Cathédrale » d'Altenberg. Jean III prit sa succession et hérita également, en 1521, du duché de Clèves et du Comté de la Marck.

## Mariages et descendance
Guillaume de Juliers-Berg épousa le 19 octobre 1472 la comtesse Élisabeth de Nassau-Sarrebruck (19 octobre 1459-9 mars 1479), fille de Jean II de Nassau-Sarrebruck et de Jeanne de Looz-Heinsberg.
Le 8 juillet 1481, il se remaria avec Sibylle de Brandebourg, fille d'Albert III Achille de Brandebourg et d'Anne de Saxe, dont il eut sa fille et unique enfant légitime :
- Marie de Juliers (1491-1543), qui épousa Jean III de Clèves en 1509.

Il eut également trois enfants illégitimes: Elisabeth, Johann de Gülge et Anna.